# Stomolophidae
Stomolophidae — родина медуз ряду коренероти (Rhizostomeae).
До складу родини входить два роди з трьома видами. Ця родина, на відміну від решти представників ряду, має центральний ротовий отвір з добре розвинутим манубріумом, що утворений завдяки зрощенню нижньої та середньої частини ротових лопатей, при цьому нижня частина ротових лопатей вільна і сильно розгалужена. Для медуз родини Stomolophidae характерна наявність чотирьох вигнутих (на відміну від увігнутих в інших родинах) гонад. Представники родини рідко виростають до розміру більше ніж 200 мм в діаметрі. Титульний рід родини, Stomolophus, є звичайним поблизу східного узбережжя обох Америк, окрім цього, Гарматне Ядро, є і найменш отруйною. Цю медузу легко відрізнити завдяки білому куполу з характерними смугами шоколадного кольору, а також специфічного виду щільному хрящеподібному ротовому апарату, сформованому зрощеними ротовими лопатями.
Найзвичайнішим є вид Stomolophus meleagris, або медуза Гарматне ядро — цей представник родини є дуже звичайним на східному узбережжі США. Протягом літа та восени велика кількість медуз цього виду збирається в скупчення поблизу берегів та у гирлах річок. Ці скупчення заважають промисловому рибальству, завдяки тому, що забивають трали, що призводить до уповільнення тралування, або навіть до ушкодження риболовних знарядь.

## Види
- Родина Stomolophidae Haeckel, 1880
  - Рід Nemopilema Kishinouye, 1922[1]
    - Nemopilema nomurai Kishinouye, 1922

  - Рід Stomolophus Agassiz, 1862
    - Stomolophus fritillarius
    - Stomolophus meleagris Agassiz, 1862